# ソニーの歴史
ソニーは、日本の多国籍企業であり、コングロマリットとしての歴史は1946年に遡る。

## 創業
1945年9月、第二次世界大戦終結後、井深大は東京都中央区日本橋地区にある戦災を受けた白木屋デパートの建物内でラジオ修理店を開業した。翌年、戦時中の研究仲間であった盛田昭夫が加わり、1946年5月7日に「東京通信工業株式会社（Tokyo Tsushin Kogyo K.K., 現：ソニー）」を設立した。同社は日本初のテープレコーダー「Type-G」の製造を行った。  

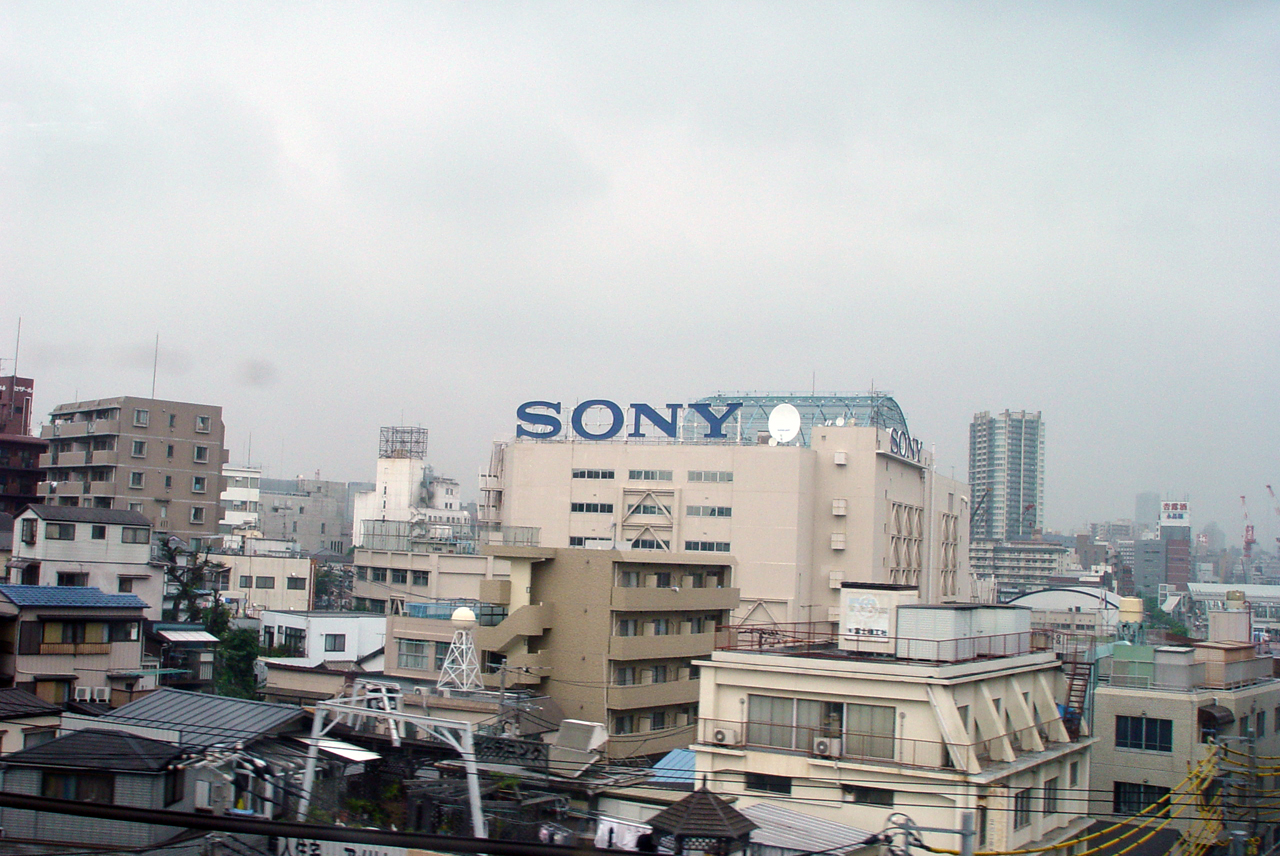
品川区大崎にあったソニー大崎ウエストテクノロジーセンター（旧：大崎工場）。トリニトロンテレビの主要な研究開発・製造拠点であったが、2007年に閉鎖された（写真は2005年撮影）。

1950年代初頭、井深はアメリカ合衆国を訪れ、同社のテープレコーダーの市場を模索する中で、ベル研究所が発明したトランジスタの技術を知った。井深はベル研究所に対し、その技術を日本の会社である東京通信工業がライセンスすることを説得し、ベル研究所はこれに応じた。その際、ベル研究所はトランジスタ技術を補聴器に適用することを推奨した。当時、補聴器はトランジスタ技術の主要な用途であり、ラジオへの応用は難しいとされていた。多くの日本企業がトランジスタを軍事用途に利用する研究を進めていた中、井深と盛田はこれを通信分野に適用することを目指した。  
アメリカのRegency Electronicsとテキサス・インスツルメンツが1954年にジョイントベンチャーとして世界初のトランジスタラジオを製造したが、商業的に成功を収めたのは井深と盛田の会社が最初であった。

## 革新者として
1955年8月、東京通信工業は日本初の商業生産のトランジスタラジオであるソニーTR-55を発売した。同年12月には、カナダ、オーストラリア、オランダ、ドイツなどの輸出市場と日本国内の両方で人気を博したTR-72を発売した。6つのトランジスタ、プッシュプル出力、大幅に改善された音質を特長とするTR-72は、1960年代初頭まで人気商品であり続けた。
1956年5月、同社は革新的なスリムなデザインと、携帯型真空管ラジオに匹敵する音質を備えたTR-6を発売した。翌年の1957年、東京通信工業はTR-63モデルを発表した。当時、これは商業生産されている最小の（112×71×32 mm）トランジスタラジオであり、世界的な商業的成功を収めた。同社はこのラジオを「ポケットに入れることができる」ものとして販売した。これは、その携帯性とポケットサイズを強調するために同社が考案した和製英語の単語であり、すぐに英語の辞書にも掲載されるようになった。
アリゾナ大学教授のマイケル・ブライアン・シファーは、「ソニーは最初ではなかったが、そのトランジスタラジオは最も成功した。1957年のTR-63はアメリカ市場を切り開き、消費者マイクロエレクトロニクスという新たな産業を立ち上げた」と述べている。1950年代半ばまでに、アメリカのティーンエイジャーは携帯型トランジスタラジオを大量に購入するようになり、この新興産業を1955年の推定10万台から1968年末までに500万台へと押し上げるのに貢献した。プライバシーと個人主義を強化するトランジスタラジオの人気により、人々がラジオや音楽を聴く方法は永遠に変わった。ソニーはまた、1967年に世界初の集積回路ラジオであるICR-100を発売した。
アメリカの消費者市場で最初の成功を収めた後、東京通信工業は1958年に社名をソニー株式会社に変更した。これは、日本国外の人々が元の社名を正しく発音するのが難しかったためである。ソニーは1960年にアメリカで最初の現地法人であるSony Corporation of Americaを設立した。また同年、ソニーは世界初の非投影型オールトランジスタ携帯テレビであるSony TV8-301を発売し、さらなる革新をもたらした。
1961年、ソニーは世界初のコンパクトトランジスタVTRであるPV-100を発売した。1968年、ソニーは伝説的なカラーテレビであるトリニトロンを発売した。トリニトロンは、2006年までソニーが年間収益で世界最大のテレビメーカーであった理由である。
1969年、ソニーはコンパクトカセットレコーダーSony TC-50を発売した。NASAはアポロ7号以降、すべての宇宙飛行士にこの機器を装備させた。宇宙飛行士はミッションを記録するためにレコーダーを使用する必要があったが、録音済みのテープを挿入して音楽も聴いた。井深大もレコーダーでクラシック音楽を聴くことを楽しんでおり、ウォークマン誕生の前触れとなった。同年10月、ソニーは世界初の商用ビデオカセットレコーダーのプロトタイプを発表した。これが2年後のVP-1100の正式発売につながった。
1973年、ソニーはトリニトロンの開発によりエミー賞を受賞した。これは電子機器に初めて贈られたエミー賞である。1975年には、ソニーはBetamaxを発売し、ビデオフォーマット戦争に参加したが敗北した。

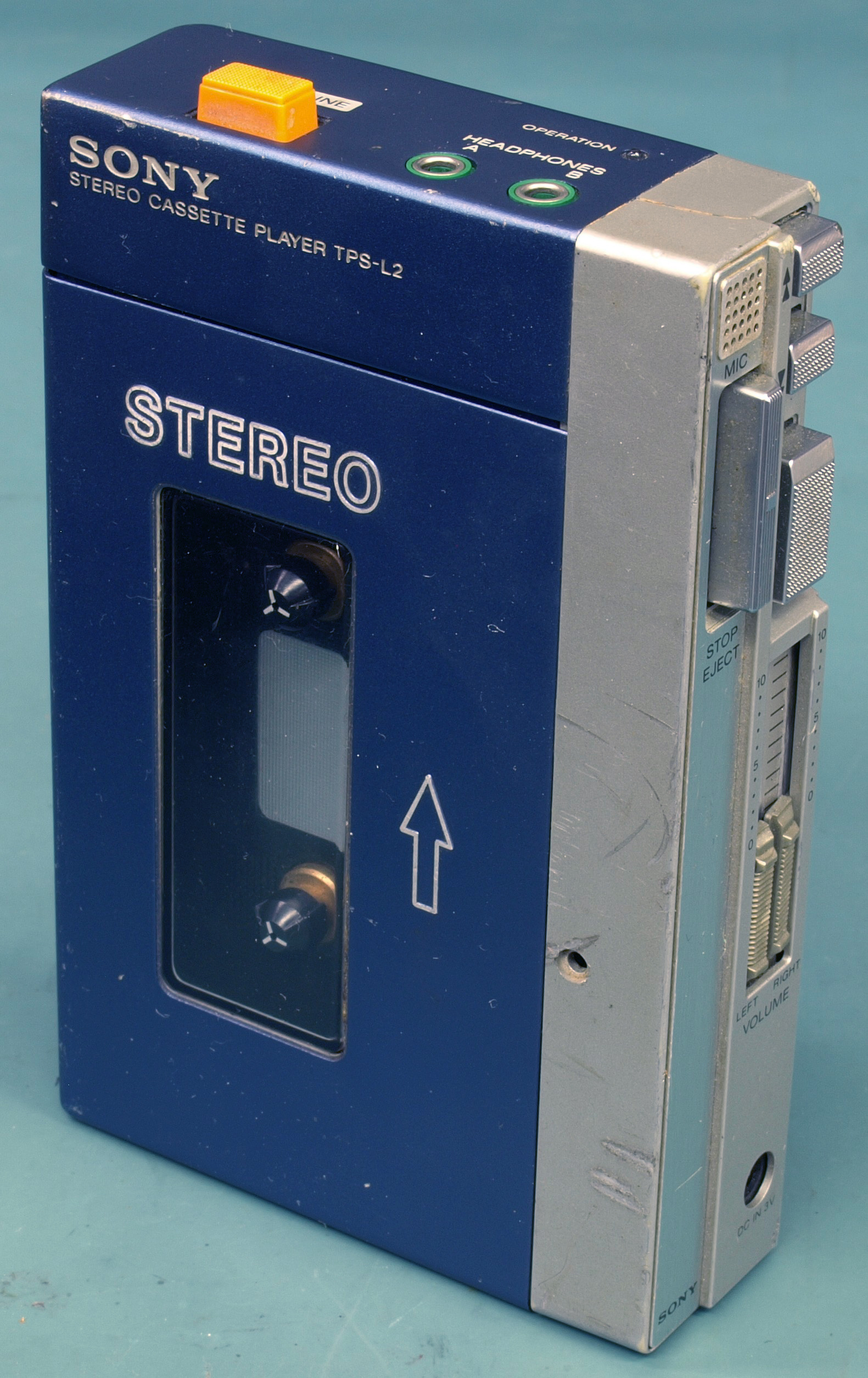
1979年に発売された初代ウォークマン TPS-L2

1979年に、ソニーは世界初のステレオカセットプレイヤーウォークマンを発売した。1981年はデジタル革命の始まりと見なされている。この年にソニーは世界初のコンパクトディスクプレイヤーであるSony CDP-101を発売した。コンパクトディスク（CD）は、ソニーとフィリップスが共同で開発した新しいデータ保存フォーマットである。同年には、ソニーが3.5インチフロッピーディスクの構造を導入し、これがすぐに事実上の標準となった。
ソニーはまた、電荷結合素子（CCD）を使用した世界初のカラービデオカメラであるXC-1を製造した。1981年には、ソニーが世界初の商業用電子スチルカメラのプロトタイプであるSony Mavicaを発売した。
ソニーは20世紀後半の技術産業において、ヒューレット・パッカードやIBMと並ぶ重要な役割を果たした。スティーブ・ジョブズは、ソニーの革新的な製品、企業文化、職場環境に感銘を受けており、ソニーを他の競合企業と一線を画す特別な存在であると考えていた。
1991年、ソニーは旭化成と共同で世界初の商業用リチウムイオン電池を発売した。この分野で長らくリーダーであったが、2006年に大量の不良バッテリー問題が発生したことで業界内での地位が揺らいだ。
1998年には、ソニーはフラッシュメモリの保存フォーマットであるメモリースティックを導入した。これはSDカードが発表される1年前のことである。しかし、ソニーのフォーマットはまたしても普及に失敗した規格と見なされている。ソニーが独自の規格を普遍的に採用させようと試みた失敗例には、ベータマックス、ミニディスク（通称MD）、ユニバーサルメディアディスクなどがある。
2006年6月、ソニーはブルーレイディスクフォーマットを発売した。このフォーマットは、ソニーがブルーレイディスク・アソシエーションのメンバーとしてフィリップス、パナソニック、LGエレクトロニクスと共に開発した高画質光ディスクの規格である。

## 電子機器の枠を超えて
ソニーは、20世紀後半に日本が強力な輸出国として発展する上で重要な役割を果たした。1980年代後半から2000年代初頭にかけて、ソニーは積極的に事業を拡大し、映画（ソニー・ピクチャーズ エンタテインメント）、保険（ソニー生命保険）、銀行（ソニー銀行）、インターネットサービスプロバイダー（So-net）、ゲーム（ソニー・インタラクティブエンタテインメント）など様々な分野に進出した。また、日本で運営していた音楽事業CBS/ソニーレコードを強化し、ソニー・ミュージックエンタテインメントとして多国籍の音楽レーベルグループへと成長させた。  
この拡大の動機の一つは、「コンバージェンス」の追求であった。これは、映画、音楽、デジタル電子機器をインターネットを通じて結びつける試みであった。しかし、この戦略は最終的に失敗し、ソニーの財務状況を悪化させるとともに、同社の事業構造を非常に複雑化させる結果となった。

## 危機と課題
ハワード・ストリンガーは、ソニー初の外国人CEOとして、同社の低迷していたメディア事業を活性化するのに貢献した。彼は『スパイダーマン』のような成功を収めた作品を後押ししながら、9,000人の雇用を削減した。しかし、2000年代半ば以降もソニーは苦境に直面し続け、技術業界でのトップの座を徐々に失っていった。そのブランド名は衰退し、停滞の象徴として知られるようになった。

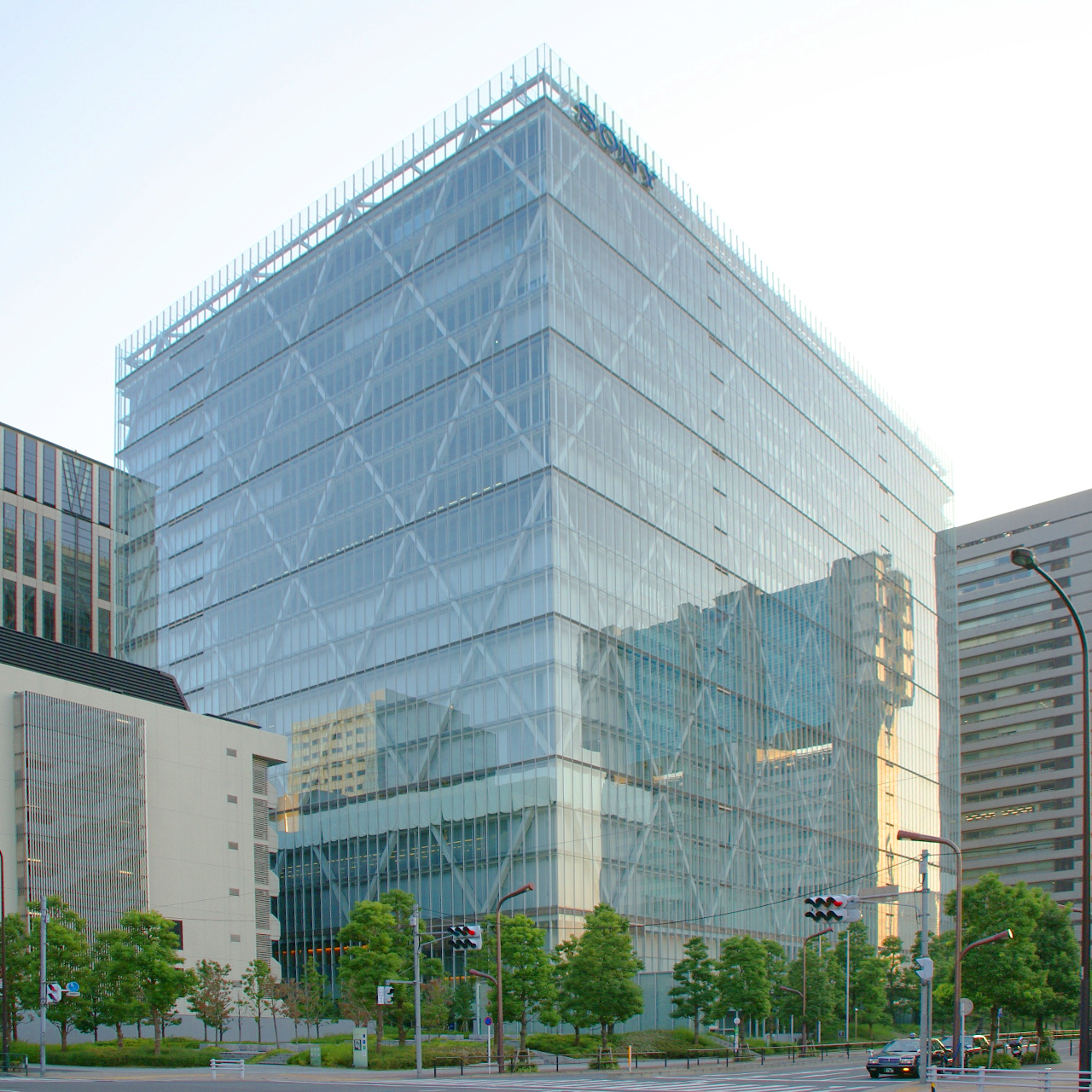
東京都港区のソニーシティにあるソニーグループ本社

ソニーの本社は、2006年末頃に品川区から港区へ移転した。